# علوم مهندسی

علوم مهندسی شاخه‌ای علمی و بین‌رشته‌ایست که هدف آن توسعهٔ پایه‌های نظری برای تحلیل پدیده‌های علمی و کاربردهای مهندسی آنها، آینده‌پژوهی در فناوری، و انتقال فناوری‌های قدیمی به نو است.

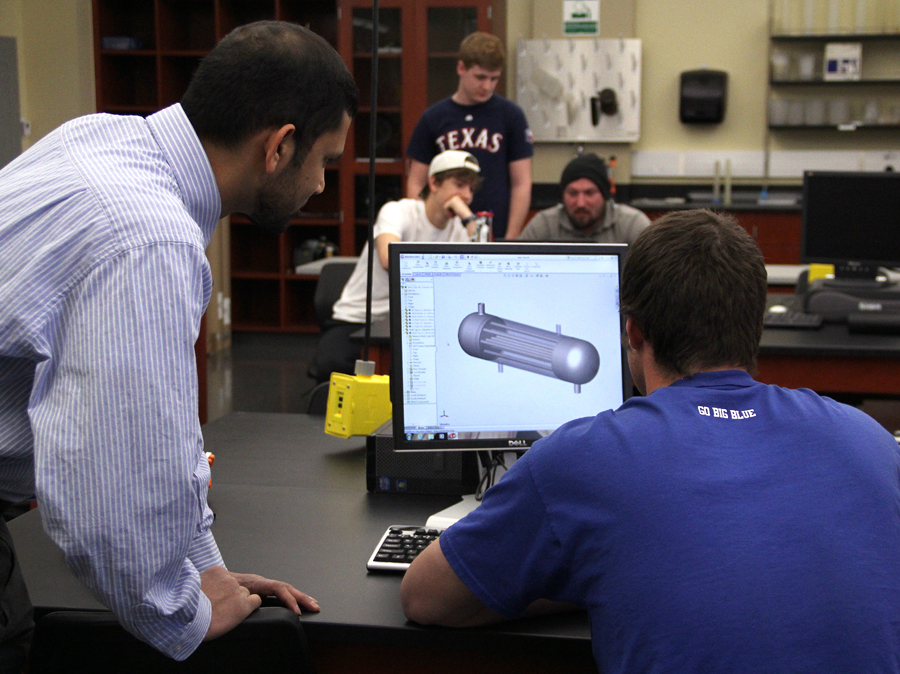

هدف اصلی این رشته آن است که دانشجویان بتوانند ویژگی‌های مثبت یک مهندس و یک دکتری را هم‌زمان بدست آورند. یک کارشناس علوم مهندسی باید بتواند مانند یک دانشمند کنجکاوی، تفکر عمیق و انتقادی و قدرت مشاهده را جهت اکتشافات جدید مورد استفاده قرار داده و در عین حال بمثابه مهندسان خلاقیت، قابلیت‌های فنی و مهارت‌های حل مسئله را در جهت پیشرفت جامعه به‌کار برد.
مهندسان تربیت یافته این رشته قادرند با برخورداری از دانش علوم پایه قوی و درک عمیق از فنون و روش‌های مهندسی امر هدایت و اجرای پژوهشهای صنعتی بین رشته‌ای را عهده‌دار شوند. در کنار به‌کارگیری مهندسان این رشته در بخش R&D صنایع، امکان ادامه تحصیل آن‌ها در رشته‌های سنتی مهندسی، به علت ماهیت چند رشته‌ای بودن آن فراهم است. امکان کار در چند دیسیپلین مهندسی در بازار کار رقابتی امروز از توانایی‌های برتر دانش آموختگان این رشته خواهد بود.
علوم مهندسی رشته‌ای میان رشته‌ای است که در اکثر دانشگاه‌های جهان به عنوان یک هستهٔ مرکزی رشته‌های مهندسی مطرح شده‌است.
دانشجویان این رشته پس از مدت حدوداً دو سال می‌توانند به یکی از گرایش‌های مورد علاقهٔ خود وارد شوند. «در واقع دانشجویان این رشته در ابتدای ورود نیاز به انتخاب رشته ندارند و فرصت بیشتری برای این کار دارند» اولین ورودی و پذیرش این رشته در ایران در سال ۱۳۸۷ بود.
این رشته دارای ۴ گرایش و ۱۲ شاخه (زیر مجموعه) تخصصی است. اگر چه هر یک از این زیر مجموعه‌ها یا شاخه‌ها با رشته اصلی (مادر) تحصیلی دارای مشترکات فراوانی هستند لکن تفاوتهای اساسی دارند.
رشتهٔ علوم مهندسی از چنان گستردگی برخوردار است که شما در هر رشته دیگری که تحصیل کرده باشید می‌توانید برای مقاطع بالاتر در این رشته ادامه تحصیل دهید. در ایران متأسفانه ارتباط این رشته با علوم انسانی، هنر، پزشکی و دیگر رشته‌ها هنوز برقرار نشده‌است در حالی که در کشورهای اروپایی و آمریکایی شاخه‌هایی از این رشته وجود دارند و به مباحثی مربوط می‌شوند که در ایران کاملاً از مهندسی جدا شده‌اند.
این رشته در ایران از سال ۱۳۸۷ در دانشکدهٔ فنی دانشگاه تهران در مقطع کارشناسی آغاز بکار نموده‌است. پس از آن دانشگاه‌های:دانشکده فنی شرق دانشگاه گیلان، اردکان، فنی و مهندسی بویین زهرا، سلمان فارسی کازرون، صنعتی سیرجان و صنعتی کرمانشاه نیز این رشته را دایر کردند.

## گرایش‌ها
گرایشهای کنونی این رشته به صورت زیر هستند.
1. علوم مهندسی محاسباتی
2. ریاضی مهندسی
3. فیزیک مهندسی
4. علوم مهندسی زیست‌محیطی

که بعد از گذراندن گرایش انتخابی باید یکی از شاخه‌های زیر طی شود:
الف-از گرایش‌های علوم مهندسی محاسباتی، ریاضی مهندسی و فیزیک مهندسی به یکی از هشت خوشهٔ زیر می‌توان رفت:
1. بهینه‌سازی
2. علم مواد
3. مهندسی هسته‌ای
4. مکانیک (طراحی کاربردی)
5. مکانیک (حرارت و سیالات)
6. برق (مخابرات)
7. برق (الکترونیک)
8. نرم‌افزار

ب-از گرایش علوم مهندسی محاسباتی به یکی از پنج خوشهٔ زیر رفت:
1. مهندسی فرایند
2. مهندسی ذخایر
3. سیاست‌گذاری محیط زیست
4. مهندسی زمین (نقشه‌برداری)
5. مهندسی زمین (ژئومکانیک)

### علوم مهندسی محاسباتی
این برنامهٔ بین‌رشته‌ای اهمیت رشد محاسبات را برای حل مسائل پیچیده علمی و مسائل مهندسی مشخص می‌کند. طراحی این دوره بر اساس این دیدگاه انجام شده‌است که در صورت ترکیب مدل‌های ریاضی و مشاهدات تجربی با محاسبات علمی، مهندسان قادر به حل مسایلی خواهند شد که به نظر غیرقابل حل می‌رسند.
در این گرایش، تمرکز بر پرورش مهارت‌های مورد نیاز برای مدل‌سازی، شبیه‌سازی و حل مسائل پیچیده‌است.

### ریاضی مهندسی
این برنامه بین‌رشته‌ای با هدف فراهم‌آوردن فرصتی برای پرداختن به مطالعهٔ ریاضیات محض و کاربردی به‌عنوان مؤلفه‌های اصلی مهندسی مدرن طراحی شده‌است. با ترکیب درس‌هایی از ریاضیات محض، ریاضیات کاربردی، آمار، فیزیک و مهندسی، دانشجو می‌تواند برنامه‌ای نظری یا کاربردی یا تلفیقی ازهر دو را دنبال کند.

### فیزیک مهندسی
این برنامهٔ ترکیبی از فیزیک کلاسیک و مدرن، شیمی و ریاضیات را با کاربردهای مهندسی تلفیق می‌نماید. توانمندی اصلی این برنامه انعطاف‌پذیری آن است. دارا بودن پایهٔ قوی در فیزیک و ریاضیات و انتخاب دروس اختیاری مهندسی -دانشجو را برای حل مسائل کاربردی آماده می‌کند. هم‌اکنون دانشگاه‌های تهران (علوم تحقیقات تهران در گرایش پلاسما) و در گرایش لیزر و اپتیک دانشگاه ولیعصر رفسنجان به دلیل داشتن آزمایشگاه‌های پیشرفته پیشرفت‌های خوبی در این رشته داشته‌اند.

### علوم مهندسی زیست‌محیطی
علوم مهندسی زیست‌محیطی، حوزه‌ای چند برنامه‌ای است که نیازمند همراهی اصول فیزیکی، شیمیایی و زیست‌شناختی با تجزیه و تحلیل مهندسی برای حفظ محیط زیست و ترمیم آن است. رشتهٔ علوم مهندسی زیست‌محیطی درس‌هایی از گروه‌های گوناگون آموزشی را ترکیب می‌کند تا برنامه‌ای را که پایه‌ای قوی در علوم و مهندسی دارد، ایجاد نماید.
توزیع واحدهای درسی در گرایش‌های مختلف:
۱) علوم مهندسی محاسباتی:

عمومی: ۲۱ واحد

پایه: ۳۲ واحد

اصلی: ۲۱ واحد

تخصصی گرایش: ۲۶ واحد

تخصصی شاخه‌ها وزیر مجموعه‌ها: ۳۵–۳۰ واحد

اختیاری: ۱۲–۶ واحد

جمع واحد: ۱۴۱ واحد
۲)ریاضی مهندسی:

عمومی: ۲۱ واحد

پایه: ۳۲ واحد

اصلی: ۲۱ واحد

تخصصی گرایش: ۲۵ واحد

تخصصی شاخه‌ها: ۳۵–۳۰ واحد

اختیاری: ۱۲–۷ واحد

جمع واحد: ۱۴۱ واحد
۳) فیزیک مهندسی:

عمومی: ۲۱ واحد

پایه: ۳۲ واحد

اصلی: ۲۱ واحد

تخصصی گرایش: ۲۹ واحد

تخصصی خوشه: ۳۵–۳۰ واحد

اختیاری: ۸–۳ واحد

جمع واحد: ۱۴۱ واحد ۴
۴) علوم مهندسی زیست‌محیطی:

عمومی: ۲۱ واحد

پایه: ۳۲ واحد

اصلی: ۲۱ واحد

تخصصی گرایش: ۲۵ واحد

تخصصی :شاخه‌ها: ۳۶–۳۰ واحد

اختیاری: ۱۲–۶ واحد

جمع واحد: ۱۴۱ واحد